# Fußball-Europameisterschaft 1992/Finalrunde
Die Finalrundenspiele der Fußball-Europameisterschaft 1992:

## Übersicht
Mit dem Ende der Gruppenphase waren 4 Mannschaften für die Finalrunde qualifiziert:
| Gruppe 1    | Gruppe 2       |
| ----------- | -------------- |
| 1. Schweden | 1. Niederlande |
| 2. Dänemark | 2. Deutschland |

|  | Halbfinale  | Halbfinale |          |             | Finale | Finale |
|  |             |            |          |             |        |        |
|  |             |            |          |             |        |        |
|  | Schweden    | 2          |          |             |        |        |
|  | Deutschland | 3          |          |             |        |        |
|  |             |            | Dänemark | 2           |        |        |
|  |             |            |          | Deutschland | 0      |        |
|  | Niederlande | 2 (4)2     |          |             |        |        |
|  | Dänemark    | 2 (5)1     |          |             |        |        |
|  |             |            |          |             |        |        |

1 Sieg im Elfmeterschießen

## Halbfinale

### Schweden – Deutschland 2:3 (0:1)
| Schweden                                                      | Schweden | Deutschland | Deutschland | Aufstellung                            |
| ------------------------------------------------------------- | --- | --- | ----------- | -------------------------------------- |
| Schweden                                                      | \| 1. Halbfinale \| \| Sonntag, 21. Juni 1992 um 20:15 Uhr in Solna (Råsundastadion) \| \| Zuschauer: 27.800 \| \| Schiedsrichter: Tullio Lanese ( Italien) \| \| Spielbericht \|                                                                | \| 1. Halbfinale \| \| Sonntag, 21. Juni 1992 um 20:15 Uhr in Solna (Råsundastadion) \| \| Zuschauer: 27.800 \| \| Schiedsrichter: Tullio Lanese ( Italien) \| \| Spielbericht \|                                                | Deutschland | Aufstellung Schweden gegen Deutschland |
| Schweden                                                      | Thomas Ravelli – Roland Nilsson, Jan Eriksson, Joachim Björklund, Roger Ljung – Kennet Andersson, Jonas Thern , Klas Ingesson, Joakim Nilsson (58. Anders Limpar) – Martin Dahlin (73. Johnny Ekström), Tomas Brolin Cheftrainer: Tommy Svensson | Bodo Illgner – Thomas Helmer – Guido Buchwald, Jürgen Kohler – Stefan Reuter, Andreas Brehme – Thomas Häßler, Stefan Effenberg, Matthias Sammer – Jürgen Klinsmann (89. Thomas Doll), Karl-Heinz Riedle Cheftrainer: Berti Vogts | Deutschland | Aufstellung Schweden gegen Deutschland |
| Schweden                                                      | 1:2 Tomas Brolin (64., Foulelfmeter) 2:3 Kennet Andersson (89.) | 0:1 Thomas Häßler (11.) 0:2 Karl-Heinz Riedle (59.) 1:3 Karl-Heinz Riedle (88.) | Deutschland | Aufstellung Schweden gegen Deutschland |
| Schweden                                                      | Ljung (14.), Dahlin (72.) | Effenberg (3.), Riedle (29.), Buchwald (35.), Reuter (43.) | Deutschland | Aufstellung Schweden gegen Deutschland |
| 1. Halbfinale                                                 | | |             |                                        |
| Sonntag, 21. Juni 1992 um 20:15 Uhr in Solna (Råsundastadion) | | |             |                                        |
| Zuschauer: 27.800                                             | | |             |                                        |
| Schiedsrichter: Tullio Lanese ( Italien)                      | | |             |                                        |
| Spielbericht                                                  | | |             |                                        |

### Niederlande – Dänemark 2:2 n.V. (2:2, 1:2), 4:5 i.E.
| Niederlande                                             | Niederlande | Dänemark | Dänemark | Aufstellung                            |
| ------------------------------------------------------- | --- | --- | -------- | -------------------------------------- |
| Niederlande                                             | \| 2. Halbfinale \| \| Montag, 22. Juni 1992 um 20:15 Uhr in Göteborg (Ullevi) \| \| Zuschauer: 37.500 \| \| Schiedsrichter: Emilio Soriano Aladrén ( Spanien) \| \| Spielbericht \|                                                                | \| 2. Halbfinale \| \| Montag, 22. Juni 1992 um 20:15 Uhr in Göteborg (Ullevi) \| \| Zuschauer: 37.500 \| \| Schiedsrichter: Emilio Soriano Aladrén ( Spanien) \| \| Spielbericht \|                                                                       | Dänemark | Aufstellung Niederlande gegen Dänemark |
| Niederlande                                             | Hans van Breukelen – Ronald Koeman – Adri van Tiggelen, Frank de Boer (46. Wim Kieft) – Frank Rijkaard, Jan Wouters – Ruud Gullit , Dennis Bergkamp, Rob Witschge – Marco van Basten, Bryan Roy (115. John van ’t Schip) Cheftrainer: Rinus Michels | Peter Schmeichel – Lars Olsen – John Sivebæk, Torben Piechnik – Kim Vilfort, John Jensen, Kim Christofte, Henrik Larsen, Henrik Andersen (70. Claus Christiansen) – Flemming Povlsen, Brian Laudrup (57. Lars Elstrup) Cheftrainer: Richard Møller Nielsen | Dänemark | Aufstellung Niederlande gegen Dänemark |
| Niederlande                                             | 1:1 Dennis Bergkamp (23.) 2:2 Frank Rijkaard (86.) | 0:1 Henrik Larsen (5.) 1:2 Henrik Larsen (33.) | Dänemark | Aufstellung Niederlande gegen Dänemark |
| Niederlande                                             | Elfmeterschießen | | Dänemark | Aufstellung Niederlande gegen Dänemark |
| Niederlande                                             | 1:0 Ronald Koeman Marco van Basten 2:2 Dennis Bergkamp 3:3 Frank Rijkaard 4:4 Rob Witschge | 1:1 Henrik Larsen 1:2 Flemming Povlsen 2:3 Lars Elstrup 3:4 Kim Vilfort 4:5 Kim Christofte | Dänemark | Aufstellung Niederlande gegen Dänemark |
| Niederlande                                             | Rijkaard (42.) | Andersen (15.) | Dänemark | Aufstellung Niederlande gegen Dänemark |
| 2. Halbfinale                                           | | |          |                                        |
| Montag, 22. Juni 1992 um 20:15 Uhr in Göteborg (Ullevi) | | |          |                                        |
| Zuschauer: 37.500                                       | | |          |                                        |
| Schiedsrichter: Emilio Soriano Aladrén ( Spanien)       | | |          |                                        |
| Spielbericht                                            | | |          |                                        |

## Finale

### Dänemark – Deutschland 2:0 (1:0)
| Dänemark                                                 | Dänemark | Deutschland | Deutschland | Aufstellung                            |
| -------------------------------------------------------- | --- | --- | ----------- | -------------------------------------- |
| Dänemark                                                 | \| Finale \| \| Freitag, 26. Juni 1992 um 20:15 Uhr in Göteborg (Ullevi) \| \| Zuschauer: 37.800 \| \| Schiedsrichter: Bruno Galler ( Schweiz) \| \| Spielbericht \|                                                                 | \| Finale \| \| Freitag, 26. Juni 1992 um 20:15 Uhr in Göteborg (Ullevi) \| \| Zuschauer: 37.800 \| \| Schiedsrichter: Bruno Galler ( Schweiz) \| \| Spielbericht \|                                                                                | Deutschland | Aufstellung Dänemark gegen Deutschland |
| Dänemark                                                 | Peter Schmeichel – Lars Olsen – Kent Nielsen, Torben Piechnik – John Sivebæk (66. Claus Christiansen), John Jensen, Henrik Larsen, Kim Vilfort, Kim Christofte – Flemming Povlsen, Brian Laudrup Cheftrainer: Richard Møller Nielsen | Bodo Illgner – Thomas Helmer – Jürgen Kohler, Guido Buchwald – Stefan Reuter, Stefan Effenberg (80. Andreas Thom), Andreas Brehme – Thomas Häßler, Matthias Sammer (46. Thomas Doll) – Karl-Heinz Riedle, Jürgen Klinsmann Cheftrainer: Berti Vogts | Deutschland | Aufstellung Dänemark gegen Deutschland |
| Dänemark                                                 | 1:0 John Jensen (18.) 2:0 Kim Vilfort (78.) | | Deutschland | Aufstellung Dänemark gegen Deutschland |
| Dänemark                                                 | Piechnik (32.) | Effenberg (35.), Häßler (39.), Reuter (55.), Doll (83.), Klinsmann (88.) | Deutschland | Aufstellung Dänemark gegen Deutschland |
| Finale                                                   | | |             |                                        |
| Freitag, 26. Juni 1992 um 20:15 Uhr in Göteborg (Ullevi) | | |             |                                        |
| Zuschauer: 37.800                                        | | |             |                                        |
| Schiedsrichter: Bruno Galler ( Schweiz)                  | | |             |                                        |
| Spielbericht                                             | | |             |                                        |